# 紅霍爾姆區
58°03′58″N 37°07′16″E / 58.06611°N 37.12111°E
紅霍爾姆區（俄语：Краснохолмский район），是俄羅斯的一個區，位於該國西部，由特維爾州負責管轄，面積1,495平方公里，2010年該區人口11,835，人口密度每平方公里7.92人。